# Forte de Santa Marta
O Forte de Santa Marta, também designado por Farol e Museu de Santa Marta, localiza-se na margem direita da foz da ribeira dos Mochos, na ponta de Santa Marta, na freguesia de Cascais e Estoril do município de Cascais, distrito de Lisboa, em Portugal.
Encontra-se classificado como Imóvel de Interesse Público através do Decreto nº 129 de 29 de Setembro de 1977, e do Decreto nº 95 de 12 de Setembro de 1978.
Em suas dependências ergue-se o Farol de Santa Marta (Cascais), fronteiro à Marina de Cascais.
As dependências do forte e farol serão reabilitadas pela Câmara Municipal para abrigar o Complexo Museológico Santa Marta. Com projecto do arquitecto Francisco Aires Mateus, o novo museu histórico-temático visa criar um espaço dedicado aos faróis da barra do rio Tejo, mostrando aos visitantes a evolução do sistema de sinalização marítima desse acesso a Lisboa.